# Elaphoglossum scolopendrifolium
Elaphoglossum scolopendrifolium är en träjonväxtart som först beskrevs av Giuseppe Raddi, och fick sitt nu gällande namn av John Smith. Elaphoglossum scolopendrifolium ingår i släktet Elaphoglossum och familjen Dryopteridaceae. Inga underarter finns listade.